# 캐나다의 날
캐나다의 날(영어: Canada Day, 프랑스어: Fête du Canada)은 캐나다의 건국 기념일로, 매년 7월 1일이다. 1867년에 제정된 영국령 북아메리카 법은 캐나다가 하나의 연방으로 자치를 시작한 1867년 7월 1일을 기념하여 공휴일로 지정하였다.

## 같이 보기
- 캐나다의 공휴일